# Opzione path dependent
Le opzioni path dependent sono opzioni il cui payoff alla scadenza o all'esercizio dipende in via non banale dalla storia passata del sottostante e dal valore spot alla scadenza o al momento dell'esercizio. 

## Esempi
Esempi di opzioni path dependent sono dati dalle opzioni americane, che consentono l'esercizio dell'opzione in qualunque momento della loro vita, le opzioni asiatiche, il cui valore a scadenza dipende da una media dei valori assunti dal sottostante nel corso della vita dell'opzione, e le opzioni barriera, che possono essere esercitate a seconda che il prezzo del sottostante attraversi o meno un dato valore, detto appunto barriera (queste ultime si dicono path dependent in senso debole). In generale diversi tipi di opzioni esotiche potranno assumere caratteristiche di path dependence. 
Le opzioni asiatiche sono probabilmente lo strumento derivato che meglio illustra il concetto di opzione path dependent; il loro valore a scadenza dipende da una media dei valori assunti dal sottostante lungo la vita dell'opzione stessa. Un caso elementare è quello della opzione call asiatica in tempo discreto, con media artimetica, il cui valore, al momento della scadenza {\displaystyle \ T}, è dato da:
{\displaystyle \ C(S_{T},T)=\max \left(S_{T}-{\frac {1}{T}}\sum _{t=0}^{T}S_{t},0\right)}
dove {\displaystyle \ S_{t}} denota il prezzo del sottostante. Un caso analogo è quello dell'opzione call asiatica in tempo discreto con valore:
{\displaystyle \ C(S_{T},T)=\max \left({\frac {1}{T}}\sum _{t=0}^{T}S_{t}-K,0\right)}
dove {\displaystyle \ K} è il prezzo d'esercizio. Le possibili variazioni sul tema sono numerose; si può passare dal tempo discreto al tempo continuo (così che i segni di sommatoria sopra sono sostituiti da integrali), nonché dalla media aritmetica alla media geometrica.  
I casi sopra risentono naturalmente di una qualche semplificazione; non di rado un investitore potrà trovarsi davanti opzioni asiatiche con caratteristiche assai più complesse, in cui potrà variare la frequenza con cui i tempi per il calcolo della media sono considerati, il tipo di media calcolata, etc.
Un'altra classe sono le opzioni barriera, dove il diritto all'esercizio viene meno se il valore del sottostante  attraversa un certo valore (barriera out), oppure lo strumento inizia ad esistere solo se si attraversa una certa barriera (barriera in).
Più semplici opzioni esotiche sono le digitali, per le quali solitamente si intende strumenti che sono una scommessa di tipo cash-or-nothing, cioè si incassa una certa cifra prestabilita nel caso il prezzo del sottostante sia sopra o sotto un certo livello, altrimenti non si ottiene nulla.

## Prezzatura delle opzionipath dependent
Salvo casi particolari, non esistono soluzioni in forma chiusa ("formule") per determinare il prezzo di opzioni che presentano caratteristiche di dipendenza dal sentiero, o path dependence. Il prezzo di non arbitraggio di un'opzione path dependent è, sotto ipotesi ragionevoli, governato dall'equazione di Black e Scholes; le caratteristiche del payoff di strumenti derivati path dependent rendono tuttavia arduo risolvere l'equazione in via analitica. In generale si ricorre a procedure numeriche, quali alberi binomiali come nel modello di Cox-Ross-Rubinstein, simulazione Monte Carlo e simili.

## Mercati per opzionipath dependent
Generalmente le opzioni path dependent non sono standard e quotate sui mercati, ma sono commerciate over the counter, dove non esiste un regolamento e l'operatività è regolata da alcuni attori (il caso più tipico è quello delle banche, dove i titoli sono acquistati allo sportello); questa caratteristica contribuisce alla grande varietà di opzioni path dependent esistenti.